# Rhetenor texanus
Rhetenor texanus är en spindelart som beskrevs av Willis J. Gertsch 1936. Rhetenor texanus ingår i släktet Rhetenor och familjen hoppspindlar. Inga underarter finns listade i Catalogue of Life.